# Martín Amuz
Martín Amuz, vollständiger Name Martín Federico Amuz Balari, (* 21. April 1997 in Toronto, Kanada) ist ein uruguayischer Fußballspieler.

## Karriere

### Verein
Der 1,87 Meter große Defensivakteur Amuz gehört seit 2010 der Nachwuchsabteilung des Danubio FC an. Dort debütierte er am 6. März 2016 für die Profimannschaft in der Primera División, als er von Trainer Luis González am 5. Spieltag der Clausura bei der 0:2-Heimniederlage gegen Centro Atlético Fénix in die Startelf beordert wurde. Insgesamt bestritt er in der Spielzeit 2015/16 nur diese eine Erstligapartie (kein Tor). Während der Saison 2016 kam er nicht in der Liga zum Einsatz.

### Nationalmannschaft
Amuz absolvierte 2015 sieben Länderspiele in der uruguayischen U-18-Nationalmannschaft. Dabei schoss er ein Tor. 2016 gehörte er einer Vorauswahl des U-20-Nationalteams Uruguays an.